# Kunčice pod Ondřejníkem
Kunčice pod Ondřejníkem là một làng thuộc huyện Frýdek-Místek, vùng Moravskoslezský, Cộng hòa Séc.